# Jens Hergt
Jens Hergt (* 19. März 1974 in Berlin) ist ein ehemaliger deutscher Eishockeyspieler und Trainer, der auf der Position des Stürmers spielte. Zwischen 1994 und 2016 war Hergt für die verschiedenen Neuwieder Eishockeyvereine aktiv, seit 2016 ist er Trainer des EHC die Bären 2016.

## Karriere
In der Saison 1994/95 kam der damals 20-jährige Hergt von der Nachwuchsmannschaft der Eisbären Berlin zum EHC Neuwied in die zweitklassige 1. Liga Nord. Seitdem spielte der gebürtige Berliner bis zur Beendigung seiner aktiven Laufbahn ununterbrochen für die Neuwieder Bären, wo er zwischen 2004 und 2009 Mannschaftskapitän war. Hergt ist der einzige Spieler, der für alle Neuwieder Eishockeyvereine aktiv war.
Mit dem „alten“ EHC Neuwied feierte Hergt in den Jahren 1997 und 1998 die größten Erfolge seiner Karriere, als er mit der Mannschaft den DEB-Ligapokal 1997 und die Meisterschaften der 1. Liga in beiden Jahren gewinnen konnte. Als der EHC im Januar 2000 einen Insolvenzantrag stellte, war Hergt einer von wenigen Spielern, welche die Bären nicht verließen und im Kader des umgehend gegründeten Nachfolgeverein SC Mittelrhein weiterspielten. Mit dem SC Mittelrhein schaffte er sofort den Aufstieg von der Regionalliga in die Oberliga, wo die Mannschaft die nächsten fünf Spielzeiten verbleiben sollte. Nachdem auch der SC Mittelrhein nach Beendigung der Saison 2005/06 einen Insolvenzantrag stellte, entschied sich Hergt für die neue Neuwieder Mannschaft zu spielen. Dem „neuen“ EHC Neuwied gelangen – angeführt vom Mannschaftskapitän Hergt – zwei Aufstiege in Folge, sodass die Bären seit der Saison 2009/10 in der Regionalliga NRW antreten. Nach der Saison 2008/09 beendete Hergt seine aktive Laufbahn.
Im Rahmen eines Abschiedsspieles für Hergt, wurde am 17. April 2010 bekannt gegeben, dass er ab der Saison 2010/11 das Traineramt des Regionalligisten EHC Neuwied übernehmen wird. Zuvor hatte Hergt noch während seiner Zeit als Aktiver bereits die Nachwuchsmannschaften in Neuwied trainiert. Für die Bären stand er im März 2011 während der Play-downs für vier Begegnungen auf dem Eis. In diesen Spielen wurde er von Markus Fischer hinter der Bande vertreten.
Ab der Saison 2011/2012 ging Hergt wieder für den EHC Neuwied unter Trainer Bernd Arnold aufs Eis.
Seit 2016 ist Hergt wieder Trainer des EHC die Bären 2016.

## Erfolge und Auszeichnungen
- Sieger des DEB-Ligapokals 1997
- Meister der 1. Liga 1997
- Meister der 1. Liga 1998